# Kronos Quartet
Kronos Quartet – kwartet smyczkowy założony w 1973 przez Davida Harringtona. Zespół charakteryzuje się szerokim repertuarem obejmującym różne style muzyczne.

## Repertuar
Kronos Quartet obok prekursorów muzyki współczesnej, takich jak: Béla Bartók, Dmitrij Szostakowicz, Alban Berg, Anton Webern wykonuje utwory współczesnych kompozytorów: Philip Glass, Steve Reich, Sofija Gubajdulina, Arvo Pärt, Alfred Sznitke, w tym kompozytorów polskich: Witold Lutosławski (Kwartet smyczkowy), Henryk Górecki (napisał na zamówienie zespołu trzy kwartety), Krzysztof Penderecki (Quartetto per archi No. 1 (I Kwartet smyczkowy) 1960), Paweł Mykietyn (II kwartet smyczkowy 2006), Hanna Kulenty (String Quartet No. 4 (A Cradle Song) 2007).
Gra także adaptacje muzyki jazzowej oraz rockowej. Przykładami tych nietypowych realizacji są nagrania kompozycji jazzmanów: Ornette'a Colemana, Billa Evansa, Charlesa Mingusa, Theloniousa Monka, a także Jimiego Hendriksa.
Kwartet występował wspólnie z wieloma gwiazdami muzyki popularnej, jazzu i folku: Allen Ginsberg, Tom Waits, David Bowie, Dave Matthews i Nelly Furtado.
Zespół znany jest także ze swych międzykulturowych inspiracji, będąc aktywnym w dziedzinie World Music. Jedną z realizacji zespołu w tym zakresie była płyta Pieces of Africa z nagraniami mało znanych kompozycji współczesnych kompozytorów afrykańskich, którzy w swych utworach inspiracje czerpali z tradycyjnej muzyki afrykańskiej.
Kronos Quartet wykonywał lub współtworzył muzykę do pięciu filmów, w tym do dzieł Philippa Glassa czy Darrena Aronofsky’ego: „Requiem dla snu” i „Źródło”.

## Muzycy
Obecny skład
- David Harrington – skrzypce
- John Sherba – skrzypce
- Hank Dutt – altówka
- Sunny Yang - wiolonczela

Byli członkowie
- Jim Shallenberger – skrzypce
- Roy Lewis – skrzypce
- Tim Killian – altówka
- Walter Gray – wiolonczela
- Joan Jeanrenaud – wiolonczela
- Jennifer Culp – wiolonczela
- Jeffrey Zeigler – wiolonczela

## Dyskografia (wybór)
- Pieces of Africa (utwory 7 kompozytorów z Afryki)
- Short Stories
- Black Angels (m.in. Black Angels George’a Crumba)
- At The Grave of Richard Wagner (muzyka Ferenca Liszta, Albana Berga, Antona Weberna)
- Five Tango Sensations (z Astorem Piazzollą)
- Early Music (Lachrymae Antiquae)
- Nuevo (utwory kompozytorów z Meksyku)
- Caravan (z grupą cygańskich muzyków)
- Mugam Sayagi: Music of Franghiz Ali-Zadeh
- Uniko (z fińskim akordeonistą Kimmo Pohjonenem)

## Nagrody i wyróżnienia
- Nagrody Grammy (11 nominacji)
  - 2003 Najlepszy zespół kameralny
- Musical America 2003 Muzycy roku